# Петрова, Нина Петровна
Нина Петровна Петрова (укр. Ніна Петрівна Петрова; 28 декабря 1926, Аргаяшский район — 30 декабря 1995) — советский и украинский скульптор, автор многочисленных скульптурных портретов и мемориалов в Крыму и за его пределами, многие её произведения в настоящее время — объекты культурного наследия. Супруга известного крымского художника-баталиста Ивана Семёновича Петрова в браке с которым прожила до конца жизни и имела двух дочерей Ольгу и Анну.

## Биография
Родилась на Урале в зажиточной семье, в 1930 году в ходе так называемого «раскулачивания» глава семьи был расстрелян, старший брат сослан, а семья подверглась репрессиям.
Образование:
- Школа № 11 Среднеуральского медеплавильного завода (СУМЗ). Россия, Свердловская область, город Ревда
- Ворошиловоградское (ныне Луганское) художественное училище, мастерская В. Мухина.
- Киевский государственный художественный институт, где обучалась в мастерской под руководством профессора Макса Исаевича Гельмана ученика скульптора Александра Терентьевича Матвеева, который окончила в июле 1956 года, дипломной работой «В Артеке» (гипсовая модель хранится в Симферопольском художественном музее с 1958 года).

В 1956 была направлена в Крым, где на тот момент создавалось объединение художников, поначалу Артель «Художник», а впоследствии Союз художников и Художественный Комбинат позднее Художественный Фонд, где и работала Нина Петровна на протяжении всей жизни.
Однако, пережив все лишения, Нина Петровна определила своё отношение к ситуации, которую не в силах была изменить. Получив художественное образование, работая в тот исторический период, когда образы вождей народа были основным направлением в государственных заказах, Петрова Нина Петровна с величайшим мастерством талантливого скульптора создавала в первую очередь человеческие образы, и несмотря на то, что никогда не была ни комсомолкой, ни членом Компартии, ей часто заказывали образы вождя революции. По этому поводу Нина Петровна грустно шутила: «Ленин меня осиротил, и за это кормил всю жизнь». И потому, получив заказ на исполнение монумента "В. И. Ленина, на привокзальной площади Симферополя, ею был предложен эскиз памятника, где вождь изображен как человек, отдыхающий на скамье, со взглядом, устремленным в даль и одновременно в себя. Мотивировала Петрова Н. П. своё решение тем, что «в Крым, в основном, приезжают отдохнуть и поправить здоровье, вот и Владимир Ильич — отдыхает, не призывает на баррикады, и не указывает всем куда маршировать». Обращаясь к человеческим качествам, Нина Петрова изобразила его не литым роботом-истуканом с волевым движением руки, каких много было в те времена на всей территории СССР, а человеком, которому свойственна усталость, и некоторая грусть. А потому, и сегодня, пережив период войны с монументами, Ильич, созданный Н. П. Петровой продолжает встречать гостей Крыма.
Памятник был исполнен по эскизу Н. П. Петровой в соавторстве со скульптором В. В. Петренко. Художественный совет, выбрав из представленных на конкурс эскизов, утвердил вариант, предложенный Ниной Петровой. Но ввиду того, что Петрова Н. П. в тот период вынашивала второго ребёнка, было предложено Владимиру Васильевичу Петренко выступить в качестве соавтора, и приступить к совместной работе по исполнению памятника В. И. Ленину по эскизу Н. П. Петровой. Эскиз этого памятника (малая гипсовая модель) до сегодняшнего дня сохраняется у одной из дочерей Петровой.
Нина Петрова — один из авторов скульптурного оформления здания Севастопольской панорамы, её авторству принадлежат бюсты В. А. Корнилова, Л. Н.Толстого, П. С. Нахимова на здании Панорамы «Оборона Севастополя», ею создавалась Аллея героев в Сакском военном гарнизоне (посёлок Новофедоровка), а также памятник боевому экипажу Ту-22РД, погибшему над Черным морем при исполнении служебных обязанностей 30 октября 1974 года.

## Творчество
,Участие в выставках с 1957 года. Член Союза художников с 1960 года.
- 1958 — парковая скульптура «В Артеке», Симферопольский художественный музей
- 1960 — бюст С. Н. Сергеева-Ценского (музей-усадьба в Алуште)
- 1960 — бюст А. П. Чехова (дом-музей в Ялте).
- 1961 — памятник В. И. Ленину на привокзальной площади в Симферополе совместно с В. В. Петренко  Объект культурного наследия народов РФ регионального значения. Рег. № 911710892850005 (ЕГРОКН)
- 1965 — статуя «Вечная слава героям», Херсонская область
- 1965 — статуя «Механизатор» в соавторстве с З. А. Исаевой, Керчь.
- 1966 — И. В. Мичурин совхоз-техникум с. Маленькое Симферопольского р-на
- 1967 — Аллея Героев лётчиков в Сакском военном гарнизоне (посёлок Новофедоровка).
- 1968 — Стела в честь 1-го комиссара по военным и морским делам РСФСР П. Е. Дыбенко в Симферополе  Объект культурного наследия народов РФ регионального значения. Рег. № 911710892490005 (ЕГРОКН)
- 1971 — надгробие Н. Моисеева, Симферополь, памятник на могиле А.В. Мокроусова
- 1972—1980 — бюсты героев И. И. Еськова, Н. Лысого, М. Сидорова.
- 1973—1974 — бюсты В. А. Корнилова, Л. Н. Толстого, П. С. Нахимова на здании панорамы «Оборона Севастополя», Севастополь. охраняется в составе ансамбля   Объект культурного наследия народов РФ регионального значения. Рег. № 921711284950005 (ЕГРОКН);
- 1975 — Памятник боевому экипажу Ту-22 погибшему при исполнении служебных обязанностей 30.10.1974

## Галерея
- Бюст В. А. Корнилова, панорама Оборона Севастополя
- Мемориальная стела с горельефом П. Е. Дыбенко
- Бюст А. П. Чехова, Ялта
- Памятник В. И. Ленину (автор Н. П. Петрова исполнение совместно со скульптором Петренко В.В.) Симферополь, бульвар Ленина, сквер
- Монумент на Могиле А. В. Мокроусова